# Арюм
Арюм (нід. Arum) — село в нідерландській провінції Фрисландія. Входить до муніципалітету Південно-Західна Фрисландія.
Його площа становить 9,77км², а населення станом на 2021 рік складало 1 055 осіб.

## Галерея

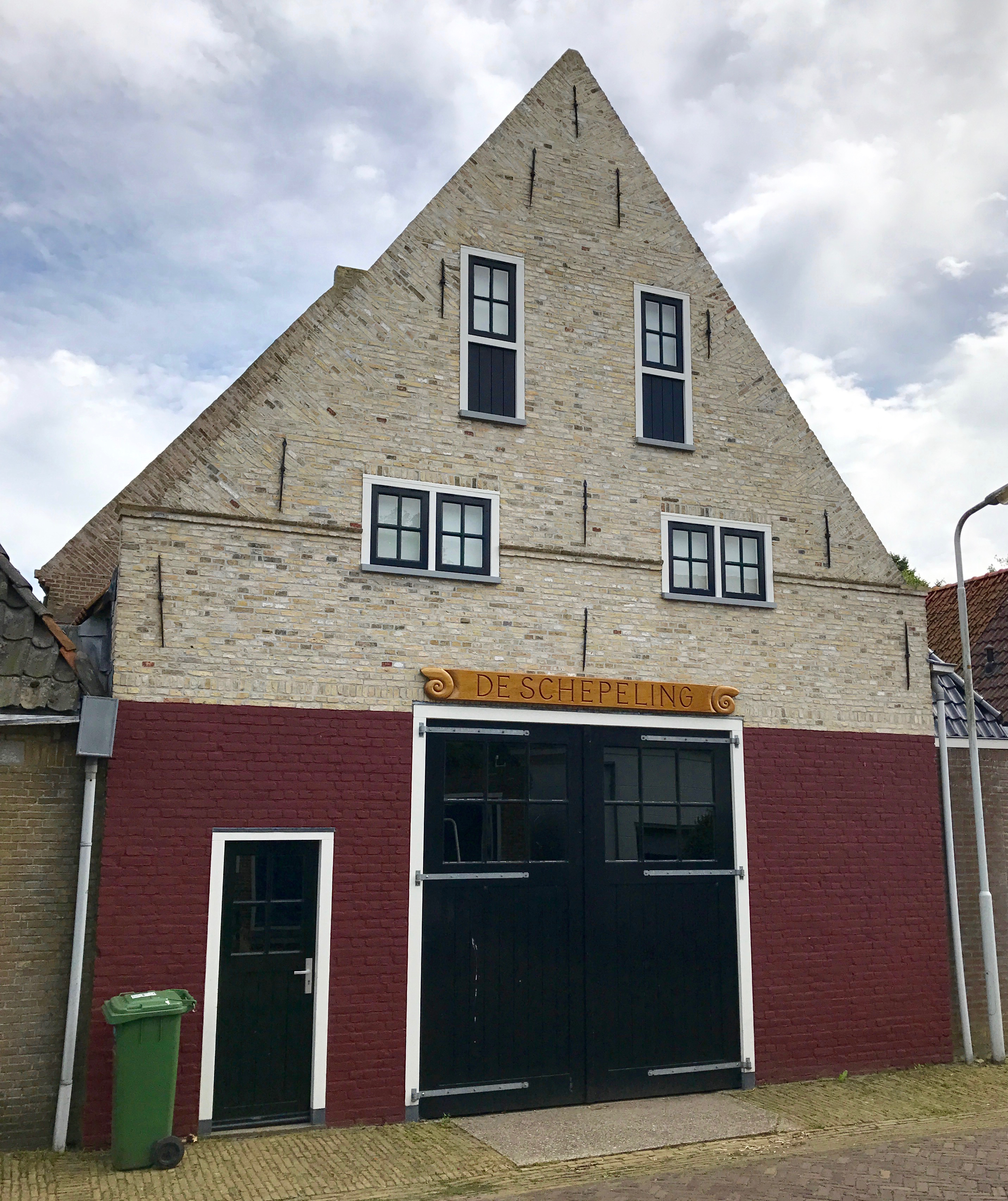
Склад De Schepeling
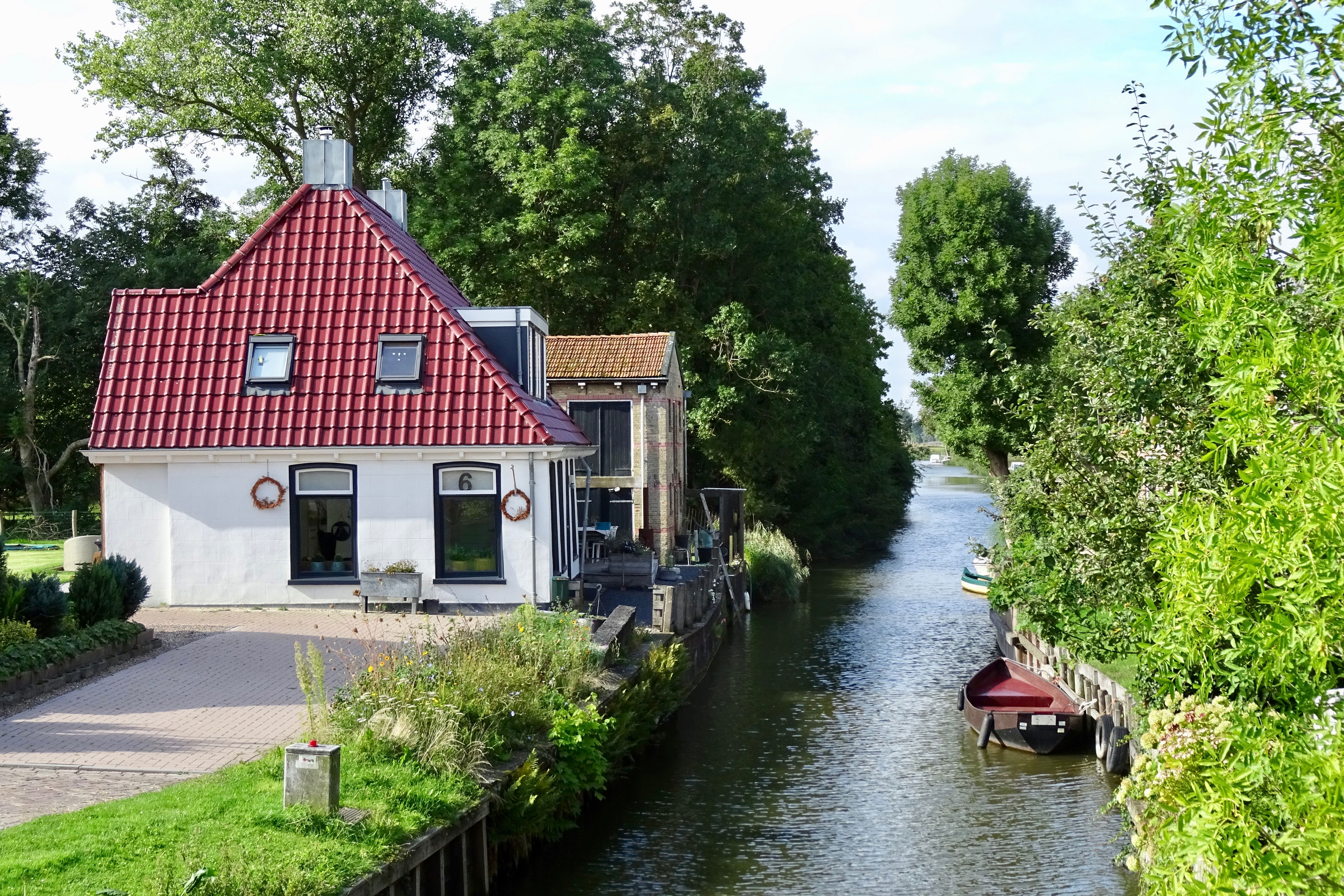
Канал у селі
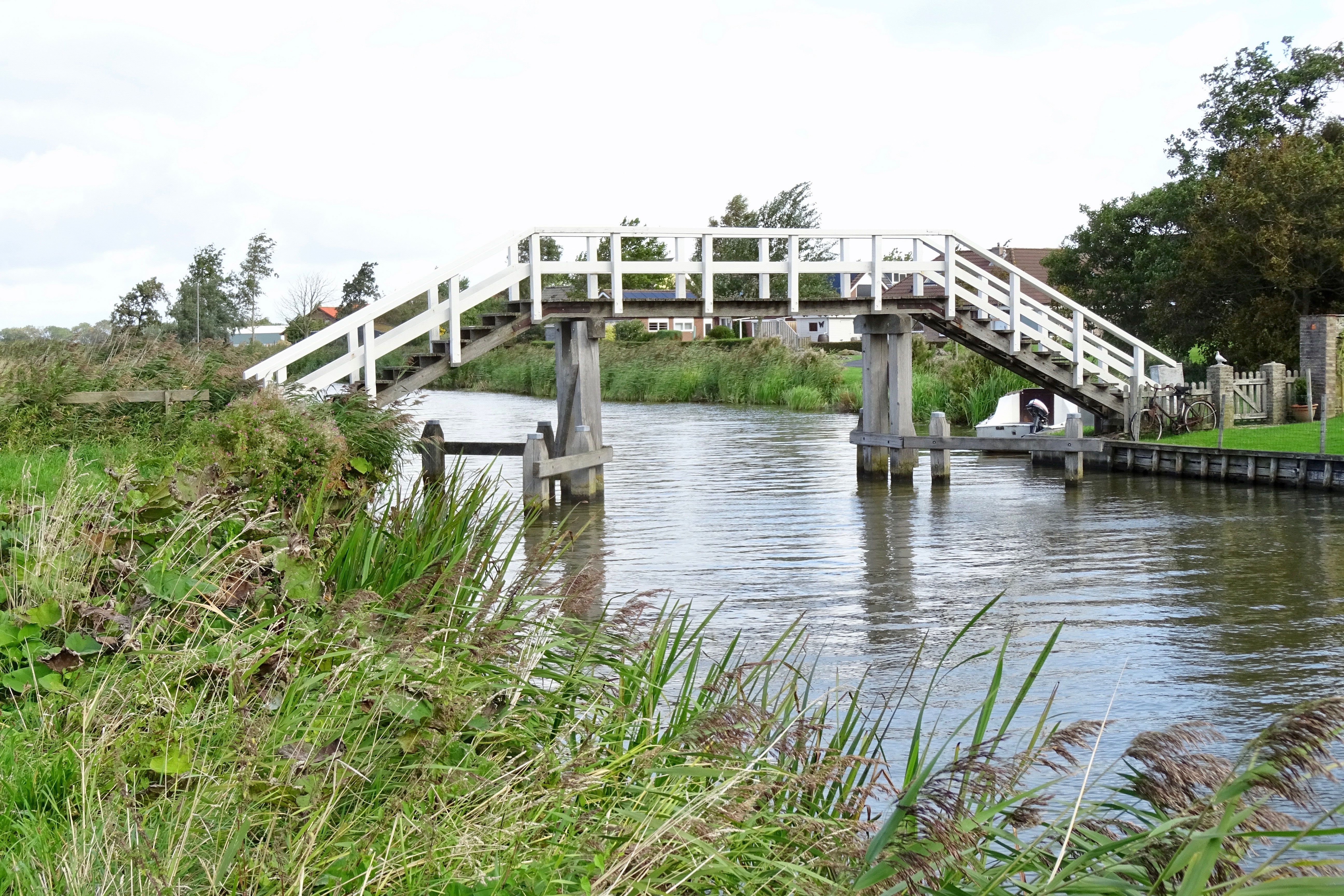
Пішохідний місток
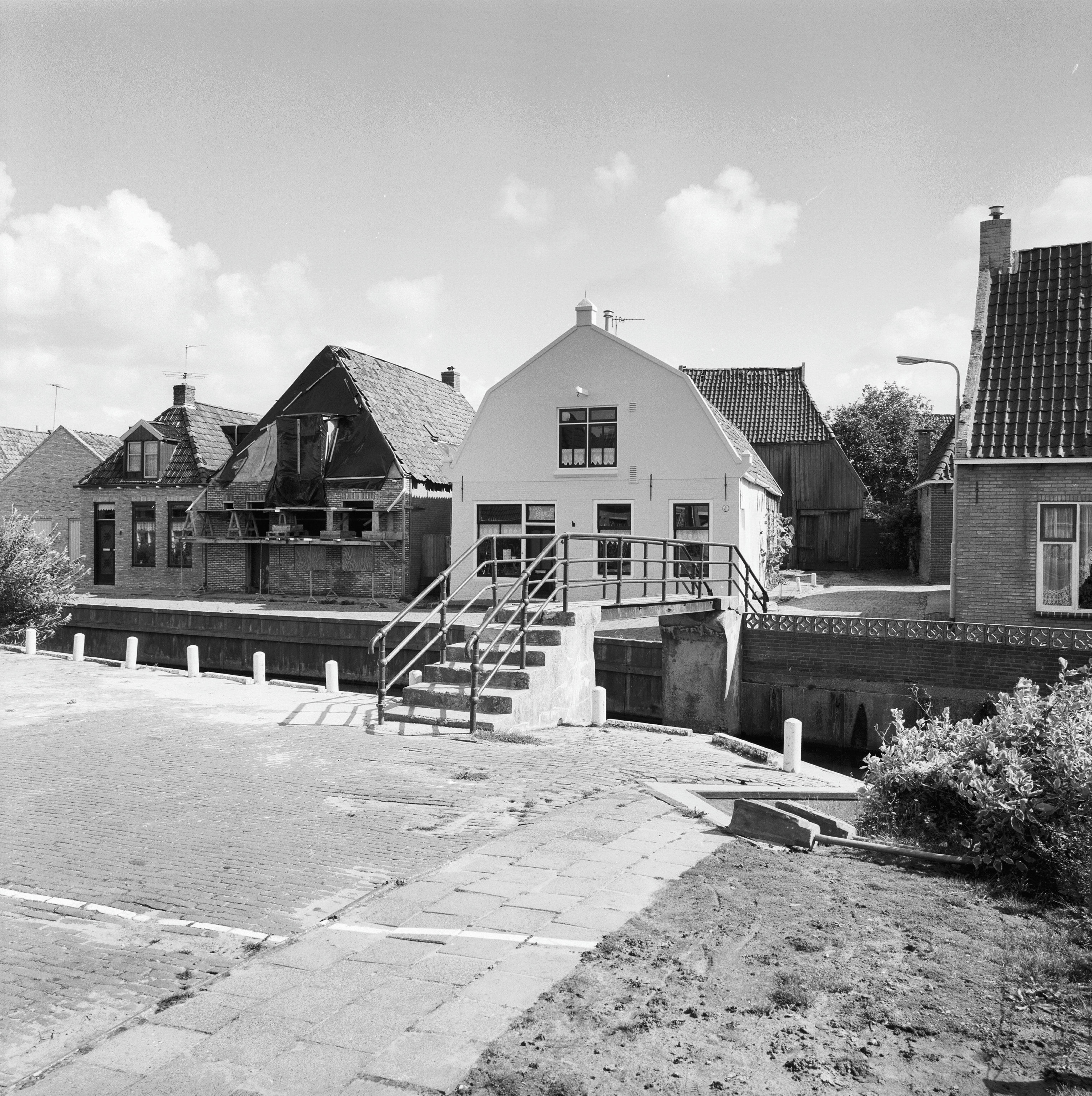
Сільська забудова (1982)